# Gunnar Nelson
Pour les articles homonymes, voir Nelson.
Gunnar Nelson, né le 28 juillet 1988 à Akureyri, est un pratiquant islandais d'arts martiaux mixtes (MMA). Il combat actuellement à l'Ultimate Fighting Championship dans la division des poids mi-moyens.

## Distinctions
- Ultimate Fighting Championship
  - Performance de la soirée (quatre fois)

## Palmarès en arts martiaux mixtes
| 26 combats     | 19 victoires | 6 défaites |
| Par KO         | 4            | 1          |
| Par soumission | 13           | 0          |
| Sur décision   | 2            | 5          |
| Égalités       | 1            | 1          |

| Résultat | Record | Adversaire           | Méthode                                 | Événement                                   | Date              | Round | Temps | Lieu                                | Notes                     |
| -------- | ------ | -------------------- | --------------------------------------- | ------------------------------------------- | ----------------- | ----- | ----- | ----------------------------------- | ------------------------- |
| Défaite  | 19-6-1 | Kevin Holland        | Décision (unanime)                      | Soirée de combat UFC : Edwards contre Brady | 22 mars 2025      | 3     | 5:00  | Londres, Angleterre, Royaume-Uni    |                           |
| Victoire | 19-5-1 | Bryan Barberena      | Soumission (clé de bras)                | UFC 286                                     | 18 mars 2023      | 1     | 4:51  | Londres, Angleterre, Royaume-Uni    | Performance de la soirée  |
| Victoire | 18-5-1 | Takashi Sato         | Décision unanime                        | UFC Fight Night 204 - Volkov vs. Aspinall   | 19 mars 2022      | 3     | 5:00  | Londres, Angleterre, Royaume-Uni    |                           |
| Défaite  | 17-5-1 | Gilbert Burns        | Décision unanime                        | UFC Fight Night: Hermansson vs. Cannonier   | 28 septembre 2019 | 3     | 5:00  | Copenhague, Danemark                |                           |
| Défaite  | 17-4-1 | Leon Edwards         | Décision partagée                       | UFC Fight Night: Till vs. Masvidal          | 16 mars 2019      | 3     | 5:00  | Londres, Angleterre, Royaume-Uni    |                           |
| Victoire | 17-3-1 | Alex Oliveira        | Soumission (étranglement arrière)       | UFC 231: Holloway vs. Ortega                | 8 décembre 2018   | 2     | 4:17  | Toronto, Ontario, Canada            |                           |
| Défaite  | 16-3-1 | Santiago Ponzinibbio | KO (coups de poing)                     | UFC Fight Night: Nelson vs. Ponzinibbio     | 18 mars 2017      | 1     | 1:22  | Glasgow, Écosse, Royaume-Uni        |                           |
| Victoire | 16-2-1 | Alan Jouban          | Soumission (étranglement en guillotine) | UFC Fight Night: Manuwa vs. Anderson        | 18 mars 2017      | 2     | 0:46  | Londres, Angleterre, Royaume-Uni    | Performance de la soirée. |
| Victoire | 15-2-1 | Albert Tumenov       | Soumission (neck crank)                 | UFC Fight Night: Overeem vs. Arlovski       | 8 mai 2016        | 2     | 3:15  | Rotterdam, Pays-Bas                 | Performance de la soirée. |
| Défaite  | 14-2-1 | Demian Maia          | Décision unanime                        | UFC 194: Aldo vs. McGregor                  | 12 décembre 2015  | 3     | 5:00  | Las Vegas, Nevada, États-Unis       |                           |
| Victoire | 14-1-1 | Brandon Thatch       | Soumission (étranglement arrière)       | UFC 189: Mendes vs. McGregor                | 11 juillet 2015   | 1     | 2:54  | Las Vegas, Nevada, États-Unis       |                           |
| Défaite  | 13-1-1 | Rick Story           | Décision partagée                       | UFC Fight Night: Nelson vs. Story           | 4 octobre 2014    | 5     | 5:00  | Stockholm, Suède                    |                           |
| Victoire | 13-0-1 | Zak Cummings         | Soumission (étranglement arrière)       | UFC Fight Night: McGregor vs. Brandão       | 19 juillet 2014   | 2     | 4:48  | Dublin, Irlande                     | Performance de la soirée. |
| Victoire | 12-01  | Omari Akhmedov       | Soumission (étranglement en guillotine) | UFC Fight Night: Gustafsson vs. Manuwa      | 8 mars 2014       | 1     | 4:36  | Londres, Angleterre, Royaume-Uni    | Performance de la soirée. |
| Victoire | 11-0-1 | Jorge Santiago       | Décision unanime                        | UFC on Fuel TV: Barão vs. McDonald          | 16 février 2013   | 3     | 5:00  | Londres, Angleterre, Royaume-Uni    |                           |
| Victoire | 10-0-1 | DaMarques Johnson    | Soumission (étranglement arrière)       | UFC on Fuel TV: Struve vs. Miocic           | 29 septembre 2012 | 1     | 3:34  | Nottingham, Angleterre, Royaume-Uni |                           |
| Victoire | 9-0-1  | Alexander Butenko    | Soumission (clé de bras)                | Cage Contender XII                          | 25 février 2012   | 1     | 4:21  | Dublin, Irlande                     |                           |
| Victoire | 8-0-1  | Eugene Fadiora       | Soumission (neck crank)                 | BAMMA 4: Reid vs. Watson                    | 25 septembre 2010 | 1     | 3:51  | Birmingham, Angleterre, Royaume-Uni |                           |
| Victoire | 7-0-1  | Danny Mitchell       | Soumission (étranglement arrière)       | Cage Contender VI                           | 28 août 2010      | 1     | 2:51  | Manchester, Angleterre, Royaume-Uni |                           |
| Victoire | 6-0-1  | Sam Elsdon           | Soumission (étranglement arrière)       | BAMMA 2: Roundhouses at the Roundhouse      | 13 février 2010   | 1     | 2:30  | Londres, Angleterre, Royaume-Uni    |                           |
| Victoire | 5-0-1  | Iran Mascarenhas     | KO (coup de poing)                      | Adrenaline 3: Evolution                     | 6 septembre 2008  | 2     | 3:22  | Copenhague, Danemark                |                           |
| Victoire | 4-0-1  | Barry Mairs          | TKO (coups de poing)                    | Angrrr Management 14: Ready for War         | 9 décembre 2007   | 1     | 3:38  | Londres, Angleterre, Royaume-Uni    |                           |
| Victoire | 3-0-1  | Niek Tromp           | Soumission (coups de poing)             | Cage of Truth 1: Battle on the Bay          | 24 novembre 2007  | 1     | 1:50  | Dublin, Irlande                     |                           |
| Victoire | 2-0-1  | Adam Slawinski       | TKO (coups de poing)                    | Ultimate Fighting Revolution 10             | 6 octobre 2007    | 1     | 2:30  | Galway, Irlande                     |                           |
| Victoire | 1-0-1  | Driss El Bakara      | Soumission (clé de bras)                | Cage Rage Contenders: Dynamite              | 29 septembre 2007 | 1     | 3:46  | Dublin, Irlande                     |                           |
| Égalité  | 0-0-1  | John Olesen          | Égalité partagée                        | Adrenaline Sports Tournament                | 5 mai 2007        | 3     | 5:00  | Copenhague, Danemark                |                           |